# Langosto (Teruel)
Angosto o Langosto fue un despoblado medieval situado entre Alpeñés y la desaparecida aldea de Villagarda. Mantuvo históricamente fuerte relación con la segunda y con el Santuario de Nuestra Señora de la Langosta, que ha pervivido como ermita.

## Historia
El poblado de Langosto aparece citado por primera vez en 1205  cuando el obispo Castrocol adjudica sus rentas y diezmos a la iglesia de San Jacobo de Daroca, y de nuevo en 1260 en una bula papal por el que se reconocen las localidades que pertenecen al obispado de Zaragoza.
Por su parte el P. Faci decía que cerca de Alpeñés existió un pueblo llamado Villagarda, que una vez convertido en pardina se dividió entre los lugares de Alpeñés y otro cercano, correspondiéndole a Alpeñés los terrenos donde estaba situado el Santuario de Nuestra Señora de la Langosta. Y que la imagen de la Virgen se llamó con anterioridad Nuestra Señora del Rosario cambiando posteriormente el nombre por el de Nuestra Señora de Angosto, debido al sitio angosto y estrecho en el que se encontraba, corrompiéndose el nombre en el de la Señora de Langosta. También dice que la imagen de la Virgen pertenecería al templo parroquial del antiguo pueblo, por lo que el santuario de Angosto sería la iglesia parroquial de Villagarda. 
Sin embargo, según la documentación existe constancia del lugar de Langosto desde 1205 y del de Villagarda desde 1339, lo que contradice el posible origen más antiguo del nombre de Villagarda y siembra dudas sobre la identificación.

## Nuestra Señora de la Langosta
El Santuario de Nuestra Señora de la Langosta tendría una fuerte tradición religiosa entre todos los pueblos de los alrededores, la imagen es venerada por los habitantes de Cosa, Torre los Negros, Rubielos, Bañón, Villarejo, Barrachina, Cutanda, Olalla, Nueros, Godos, Torrecilla, Villanueva, Vivel, Fuenferrada, La Rambla, Las Cuevas, Portalrubio, Pancrudo, Cervera, Son del Puerto, Rillo, Visiedo, Lidón, Corbatón y Alpeñés, que desde época medieval han usado el templo como punto de reunión para celebrar actos religiosos y festivos. 
En 1468 ya se denominaba como Angosto puesto que el 13 de agosto de ese año en una bula de Paulo II, se decía: “Cupientes igitur ut Capella sive hernitorium nuncupatum Beate Marie del Angosto situm in territorium de Alpeñés et Villagarda Cesaragustane Diocesi…” ; nombre éste con el que se seguía denominando en 1550 cuando el concejo de Alpeñés firmaba un albarán fechado el once de noviembre en “Nuestra Señora del Angosto, término del lugar de Alpenyés” . Nombre éste de Angosto que evidentemente evolucionaría hasta convertirse en Langosta, como se denomina actualmente la ermita.
Antiguamente el día de la Romería de la Virgen de la Langosta, los pueblos de los alrededores que acudían en romería al santuario, aprovechando para representar sus dances, la representación de estos dances está documentada en el Compendio histórico de Nuestra Señora de la Langosta al menos desde 1704. Este tipo de santuarios, muchas veces templos parroquiales de un despoblado, eran frecuentemente preservados como punto de reunión y culto religioso para los pueblos cercanos.